# Alto Calilegua
Alto Calilegua est un antique village d'altitude de la région de Jujuy en Argentine, répertorié comme site archéologique en raison de la forte activité relevée lors de la période pré-hispanique et de restes de fortifications Incas. Il est situé dans le parc national Calilegua, dans l'écorégion des Yungas méridionales et constitue un lieu d'excursions, accessible uniquement à pied ou à dos de mule. Il dispose d'une riche faune ornithologique
Le nom Calilegua signifie "Mirador de pierres".
Il compterait actuellement une population de kollas de huit habitants[réf. nécessaire]. Une grande partie de sa population l'a quitté pour fonder, avec les habitants de villages avoisinants, la commune de San Francisco en 1974. En 2013, le village dispose d'une école primaire. 